# Tossal de l'Abat
El Tossal de l'Abat és una muntanya de 435 metres que es troba al municipi de Maldà, a la comarca catalana de l'Urgell.